# Tudo é possible
Tudo é possible es el cuarto álbum lanzado al mercado por la banda de rock mestizo Che Sudaka.
Fue publicado por la discográfica K Industria en 2009 y contó con las colaboraciones de Bnegão e Os Seletores de Frequência, Costo Rico, Radio Bemba, Superamazoo, Pa Lo Q Sea y Gambeat.

## Lista de canciones
1. Quiero más
2. Calle luna
3. Mentira politika
4. Mensajes (que te marcan la vida)
5. El libro de los abrazos
6. La risa bonita
7. Serás feliz
8. Será posible
9. Vida maloka
10. Happy in tu vida
11. Soberbia
12. Lokoworld
13. Tout est possible
14. No hay imposibles

## DVD
El disco iba acompañado de un DVD con material extra que incluía:
- Documental “Tudo É Possible”
- Clip “Menino da rua”
- Clip “Calle Luna”
- Live Bobital 2007
- Live Wageningen 2008
- Live Solidays 2009